# Amyna punctum
Amyna punctum là một loài bướm đêm trong họ Noctuidae.